# قرار مجلس الأمن التابع للأمم المتحدة رقم 16
قرار مجلس الأمن التابع للأمم المتحدة رقم 16، المعتمد في 10 يناير 1947، أقر بإنشاء إقليم تريست الحر، مسجلاً الموافقة على الوثائق الثلاث المقدمة.
وقد اعتمد القرار بأغلبية 10 صوتا، مع امتناع أستراليا.